# Karen Young
Claude Jarman Jr. (født 29. september 1958 i New Jersey, USA) er en amerikansk skuespillerinde. Hun har spillet i mange film så som Jaws: The Revenge, Hoffa, Daylight.